# Ectropis susceptaria
Ectropis susceptaria là một loài bướm đêm trong họ Geometridae.